# Jessie Belle Hardy Stubbs MacKaye
Jessie Belle Hardy Stubbs MacKaye (Chicago, 1876 - East River (Nova York), 18 d'abril del 1921) fou presidenta de la Societat de Dones per la Pau de Milwaukee.
Va estudiar en la Universitat de Colúmbia i fou la presidenta legislativa de la Societat de Dones per la Pau de la ciutat de Nova York. Destacà per «instar totes les dones a romandre solteres o a negar-se a tenir fills fins que es dissenye algun mitjà eficient per a assegurar el món contra la devastació de la guerra». Al 1915 es casà amb Benton MacKaye.
Jessie Stubbs es va suïcidar al 1921. Mentre plorava la seua mort, el seu marit va començar a formular la idea que acabà convertint-se en el Sender dels Apalatxes.